# Romain Feillu
Romain Feillu, né le 16 avril 1984 à Châteaudun (Eure-et-Loir), est un coureur cycliste français, professionnel entre 2007 et 2019. Bon sprinteur, il a notamment remporté Paris-Bourges (2007), le Tour de Grande-Bretagne (2007), le Grand Prix de Fourmies (2009 et 2010), ainsi que le Tour de Picardie (dont une étape). Vice-champion du monde espoirs en 2006, il a également porté le maillot jaune sur le Tour de France 2008 pendant une journée.
Son frère Brice a également été cycliste professionnel.

## Biographie

### Carrière amateur

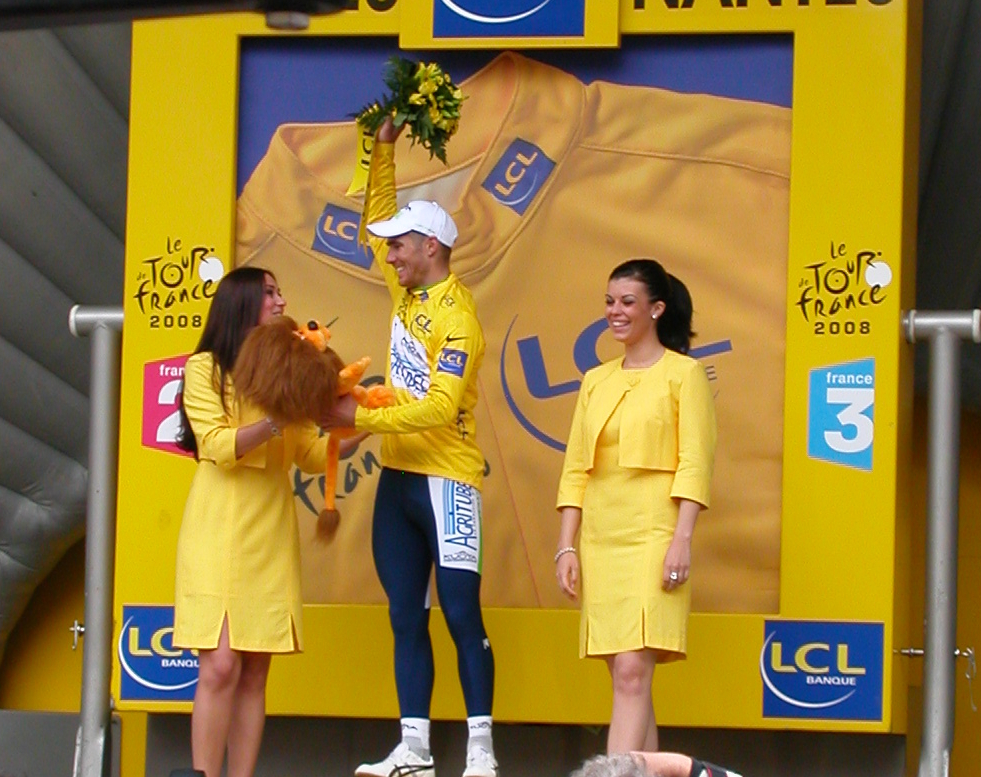
Romain Feillu, vêtu du maillot jaune lors du Tour de France 2008.

Membre du CC Nogent-sur-Oise en 2005 et 2006, Romain Feillu effectue un stage au sein de l'équipe professionnelle Agritubel en fin d'année 2005. À cette occasion, il se classe huitième de Paris-Bourges. En septembre 2006, il participe à la course en ligne espoirs des championnats du monde à  Salzbourg. Battu au sprint par l'Allemand Gerald Ciolek, il y obtient la médaille d'argent.

### 2007-2009: premières années professionnelles chez Agritubel
En 2007, Romain Feillu devient coureur professionnel au sein de l'équipe continentale professionnelle française Agritubel. Dès ses premières courses (le Tour du Qatar et le Tour méditerranéen), il effectue de longs raids, et il s'en faut de peu pour qu'il n'empoche son premier succès professionnel (après une longue échappée solitaire lors du Tour méditerranéen, une erreur dans le kilométrage de l'étape a surpris les coureurs et laissé le temps au peloton pour revenir).
Cholet-Pays de Loire révèle ses talents de sprinter. Certes, le coureur d'Agritubel fausse encore compagnie au peloton, mais une fois repris il dispute le sprint et termine second du peloton, place qui le conforte comme un des meilleurs jeunes français dans cet exercice. Un statut qu'il ne tarde pas à confirmer en remportant coup sur coup les Boucles de l'Aulne et une étape sur le Tour de Luxembourg. S'ensuivent d'excellentes performances sur le Tour de France (deux fois cinquième d'étape), ainsi que sur les courses de Coupe de France, qu’il termine second et meilleur jeune à l’issue de la saison. Le plus surprenant est peut-être la capacité de Romain Feillu à tenir la distance sur de grandes classiques, et ce dès sa première année chez les professionnels, comme l'attestent sa onzième place au Grand Prix de Plouay et sa dixième place sur Paris-Tours. Il remporte également le Tour de Grande-Bretagne. Cette bonne première saison parmi l'élite lui vaut une sélection pour les championnats du monde de cyclisme sur route de Stuttgart.
Lors du Tour de France 2008, il attaque au pied de la côte de Cadoudal à Plumelec lors de la première étape, sans succès. Il se glisse dans l'échappée décisive de la troisième étape qui arrive à Nantes, ce qui lui permet de prendre le maillot jaune. Il ne le porte que lors de l'étape suivante, un contre-la-montre, qui le repousse à la 41e place du classement général. 
En 2009, il réalise une bonne fin de saison en terminant huitième de Paris-Bruxelles, en s'imposant au Grand Prix de Fourmies puis en prenant la cinquième place du Grand Prix de Wallonie.
Romain Feillu a également un frère, Brice Feillu, vainqueur d'une étape sur le Tour de France 2009, qui devient coureur cycliste professionnel chez Agritubel en 2009.

### 2010-2013: l'aventure hollandaise chez Vacansoleil

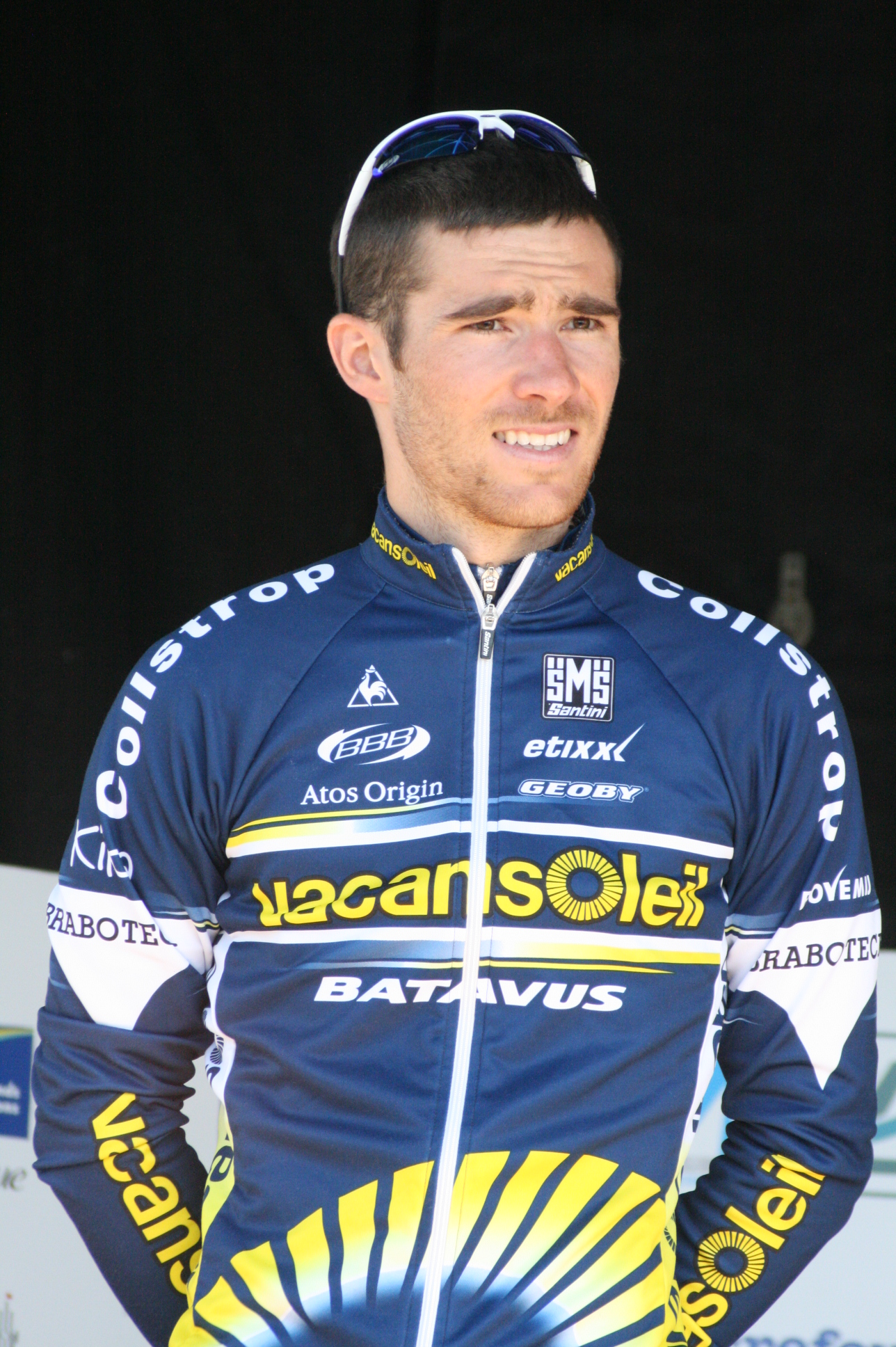
Romain Feillu lors des Quatre Jours de Dunkerque 2010.

En raison de l'arrêt de l'équipe Agritubel fin 2009, les frères Feillu s'engagent avec Vacansoleil pour 2010. 
Après une première moitié de saison où Romain Feillu ne remporte aucune victoire et ne participe pas au Tour de France en raison de la non-invitation de son équipe, il obtient en août sa première victoire lors de la quatrième étape du Tour de Burgos. La semaine suivante, alors qu'il est maillot jaune de l'épreuve, il remporte la deuxième étape du Tour de l'Ain. Le 11 septembre, il termine deuxième de Paris-Bruxelles puis s'impose le lendemain pour la deuxième année consécutive dans le Grand Prix de Fourmies. À la fin de la saison 2010, il est sélectionné par Laurent Jalabert pour participer à la course en ligne au championnat du monde à Melbourne, en Australie, qu'il termine dixième. Dans la foulée, il termine deuxième de Paris-Bourges et sixième du Paris-Tours, confirmant ainsi son excellente fin de saison. Une saison marquée par vingt-quatre places dans les dix premiers pour soixante-sept journées de course.
Tandis que son frère Brice rejoint la nouvelle équipe luxembourgeoise Leopard-Trek, créée autour des frères Andy et Fränk Schleck, Romain Feillu reste dans son équipe devenue Vacansoleil-DCM en 2011. Il commence sa saison au Tour Down Under, qu'il finit à la 19e place en se classant trois fois parmi les dix premiers d'étapes. Il est ensuite troisième du Grand Prix d'ouverture La Marseillaise, puis participe au Tour méditerranéen dont il gagne trois étapes d'affilée au sprint. Il subit en août durant la septième étape du Tour de Pologne une fracture de la clavicule droite traitée chirurgicalement. Il termine en fin de saison sixième du championnat du monde sur route.
Pré-sélectionné sur le Tour d'Italie 2013, Feillu ne peut y participer en raison d'une déchirure musculaire subie au mois d'avril à la suite d'une chute survenue au Grand Prix de Denain. Son mois d'août est également perturbé par une appendicite qui nécessite une intervention chirurgicale. Plus tard dans la saison, il obtient quelques belles places sur des épreuves comme le du Grand Prix Pino Cerami où il se classe deuxième mais ne parvient pas à signer une quelconque victoire.

### 2014-2015: retour en France chez Bretagne-Séché Environnement
À la suite de la disparition de Vacansoleil-DCM, Romain Feillu signe un contrat en faveur de l'équipe continentale professionnelle Bretagne-Séché Environnement. Sous ses nouvelles couleurs, il termine troisième de la Ronde de l'Oise après avoir gagné une étape au printemps. Il participe de nouveau au Tour de France et rallie les Champs-Élysées pour la première fois de sa carrière. Plus tard dans la saison, il se classe second de la Châteauroux Classic de l'Indre derrière le pistard Iljo Keisse.
Non sélectionné pour disputer le Tour de France 2015, ce qu'il apprend par les réseaux sociaux, il décide de ne pas participer au stage de l'équipe organisé pour les coureurs absents de la Grande Boucle. En fin de saison, alors que l'équipe et Feillu sont « un peu en froid » selon le coureur, son contrat n'est pas renouvelé par ses dirigeants.

### 2016-2019: HP BTP-Auber 93
En novembre 2015, Romain Feillu signe un contrat d'un an avec l'équipe continentale française HP BTP-Auber 93. Pour ses premiers pas sous ses nouvelles couleurs, il obtient plusieurs places d'honneur et se classe notamment 3e de Paris-Camembert au printemps ou 2e du Grand Prix d'Isbergues plus tard dans la saison. Il doit cependant attendre le mois de septembre et la course Paris-Chalette-Vierzon pour engranger sa première et seule victoire de l'année.
Au mois d'août 2018, il prolonge d'un an le contrat qui le lie à son employeur. Dès l'automne, il entame une formation en vue de sa reconversion, préparant un DEJEPS (Diplôme d’État Jeunesse, Éducation Populaire et Sport).
Au premier semestre de l'année 2019, il annonce qu'il compte mettre fin à sa carrière de coureur cycliste en fin de saison comme ses compatriotes Yohann Gène et Samuel Dumoulin.

## Palmarès

### Palmarès sur route
| - 2002 - 2e du Chrono des Nations juniors - 3e du Tour du Morbihan Juniors - 2003 - 3e du Grand Prix de La Rouchouze - 3e du Tour d'Eure-et-Loir - 2004 - 3e de l'Essor Mayennais - 2005 - Classement général du Tour d'Eure-et-Loir - 2006 - 6e épreuve du Circuit des plages vendéennes - Paris-Ézy - Grand Prix de Luneray - Grand Prix de Tours - Paris-Chalette-Vierzon - Grand Prix Rustines - Classement général du Tour de la Somme - 2e de la Côte picarde - 2e du Tour de la Manche - Médaillé d'argent du championnat du monde sur route espoirs - 2007 - Paris-Bourges - Boucles de l'Aulne - 3e étape du Tour de Luxembourg - Classement général du Tour de Grande-Bretagne - 10e de Paris-Tours - 2008 - Boucles de l'Aulne - 3e de la Châteauroux Classic de l'Indre - 8e du Grand Prix de Plouay - 2009 - 2e étape du Tour de Picardie - 4e étape du Tour du Limousin - Grand Prix de Fourmies - 2e de Paris-Camembert - 2e du Tour de Picardie - 2e de la Châteauroux Classic de l'Indre - 3e de la Route Adélie - 2010 - 4e étape du Tour de Burgos - 2e étape du Tour de l'Ain - Grand Prix de Fourmies - 2e de Paris-Bruxelles - 2e de la Châteauroux Classic de l'Indre - 2e de Paris-Bourges - 3e du Grand Prix d'Isbergues - 10e du Grand Prix de Plouay - 10e du championnat du monde sur route | - 2011 - 2e, 3e et 4e étapes du Tour méditerranéen - Tour du Finistère - Tour de Picardie : - Classement général - 2e étape - 5e étape du Circuit de Lorraine - 4e étape du Tour de Luxembourg - 2e du Grand Prix de Denain - 3e du Grand Prix d'ouverture La Marseillaise - 6e du championnat du monde sur route - 2012 - 2e du Grand Prix Pino Cerami - 3e des Boucles de l'Aulne - 2013 - 2e du Grand Prix Pino Cerami - 2014 - 1re étape de la Ronde de l'Oise - 2e de la Châteauroux Classic de l'Indre - 3e de la Ronde de l'Oise - 2015 - Route Adélie de Vitré - 2016 - Paris-Chalette-Vierzon - 2e du Grand Prix d'Isbergues - 3e de Paris-Camembert - 2018 - 3e du Grand Prix de la ville de Pérenchies - 2019 - 2e du Grand Prix de la Somme - 3e du Grand Prix des Fêtes de Cénac-et-Saint-Julien - 2021 - Trophée de l'Essor - 2eb étape du Tour des Deux-Sèvres - 2e du Circuit de l'Essor - 2e de l'Essor basque - 3e du Grand Prix de la Sologne des Étangs - 3e de La Polysostranienne - 3e du Grand Prix de Monpazier - 2022 - Boucles de l'Essor |  |

### Résultats sur les grands tours

#### Tour de France
5 participations
- 2007 : abandon (8e étape)
- 2008 : hors délais (19e étape),  maillot jaune pendant un jour
- 2009 : abandon (12e étape)
- 2011 : non-partant (12e étape)
- 2014 : 150e

#### Tour d'Italie
1 participation
- 2012 : abandon (6e étape)

### Classements mondiaux
| Année                  | 2005 | 2006 | 2007 | 2008 | 2009 | 2010 | 2011 | 2012 | 2013 | 2014 | 2015 | 2016 | 2017 |
| ---------------------- | ---- | ---- | ---- | ---- | ---- | ---- | ---- | ---- | ---- | ---- | ---- | ---- | ---- |
| Calendrier mondial UCI |      |      |      |      | 199e | 230e |      |      |      |      |      |      |      |
| UCI World Tour         |      |      |      |      |      |      | 114e | nc   | nc   |      |      |      |      |
| UCI Europe Tour        | 682e | 70e  | 6e   | 96e  | 4e   | 5e   |      |      |      | 81e  | 93e  | 33e  | 895e |
| UCI Oceania Tour       |      |      |      |      |      | 9e   |      |      |      |      |      |      |      |
| UCI Asia Tour          |      |      |      |      |      |      |      |      |      |      | 198e |      |      |

### Distinctions
- Vélo d'or Espoirs : 2006